# Tacheocampylaea
Tacheocampylaea é um género de gastrópode  da família Helicidae.
Este género contém as seguintes espécies:
- Tacheocampylaea raspaili
- Tacheocampylaea tacheoides